# Ilona Slupianek
Ilona Slupianek (Demmin, 24 de setembro de 1956) é uma ex-atleta da Alemanha Oriental, especialista no arremesso de peso.
Dominou o arremesso de peso feminino em sua época de atleta, conquistando dois título europeus, em 1978 e 1982, um título olímpico em 1980, e duas vezes o recorde mundial da prova no mesmo ano, o segundo deles - 22,45m - ainda hoje o recorde nacional alemão.
Antes destes títulos, Ilona havia suspensa por um ano pela IAAF, durante o Campeonato Europeu de Atletismo de 1977, disputado em Milão, por uso de anabolizantes.
Sua primeira participação em Jogos Olímpicos foi em Montreal 1976 quando conquistou um quinto lugar na final. A grande conquista veio nos Jogos Olímpicos de Moscou, em 1980, quando sagrou-se campeã olímpica, com um arremesso de 22,41 m, novo recorde olímpico. Três anos depois, no primeiro Campeonato Mundial de Atletismo, em Helsinque, ficou apenas com a medalha de bronze.
Impedida de defender seu título olímpico em Los Angeles 1984, graças ao boicote promovido pelos países comunistas, não pôde participar e afastou-se por dois anos do atletismo. Tentou um retorno em 1987, mas não conseguiu classificar-se no ano seguinte para Seul 1988, abandonando o esporte.